# Јозеф Хасман
Јозеф Хасман (21. мај 1910. — 1. септембар 1969) био је аустријски фудбалски нападач који је играо за Аустрију у 1934. Светско првенство у фудбалу.